# Nowosiółki (rejon pustomycki)
Nowosiółki – wieś na Ukrainie w rejonie lwowskim (wcześniej w rejonie pustomyckim) należącym do obwodu lwowskiego.